# Фризенхайм (Баден)
Фризенхайм (нем. Friesenheim) — община в Германии, в земле Баден-Вюртемберг.
Подчиняется административному округу Фрайбург. Входит в состав района Ортенау. Население составляет 12 741 человек (на 31 декабря 2010 года). Занимает площадь 46,60 км².

## Достопримечательности
- Монастырь Шуттерн